# Ernst Heydorn
Ernst Heydorn (* 9. Oktober 1904 in Dierdorf; † 15. November 1979 ebenda) war ein deutscher Landwirt und Politiker (FDP).

## Leben
Nach dem Volksschulabschluss absolvierte Heydorn eine landwirtschaftliche Lehre und besuchte die Bauernhochschule. Im Anschluss betätigte er sich als selbständiger Landwirt mit angeschlossenem Gewerbebetrieb in Dierdorf. Zum 1. Dezember 1931 trat er der NSDAP bei (Mitgliedsnummer 721.856). Er leistete Wehrdienst, nahm als Soldat am Zweiten Weltkrieg teil und geriet zuletzt in Gefangenschaft, aus der er 1948 entlassen wurde. Danach nahm er seine Tätigkeit als Landwirt wieder auf.
Heydorn trat in die FDP ein und wurde zum Vorsitzenden des FDP-Amtsverbandes Dierdorf gewählt. Des Weiteren war er Vorstandsmitglied des FDP-Kreisverbandes Neuwied (ab 1956 stellvertretender Kreisvorsitzender) und Vorstandsmitglied des FDP-Bezirksverbandes Koblenz-Nord/Montabaur. 1952 erfolgte seine Wahl in die Amtsvertretung von Dierdorf und in den Kreistag des Kreises Neuwied. In beiden Kommunalvertretungen war er zeitweise Vorsitzender der FDP-Fraktion. Vom 17. Januar 1961, als er für den ausgeschiedenen Abgeordneten Bruno Becher nachrückte, bis 1971 war er ohne Unterbrechung Mitglied des Landtages von Rheinland-Pfalz.
Ernst Heydorn war verheiratet und hatte vier Kinder.

## Ehrungen
- Bundesverdienstkreuz am Bande (9. Juli 1969)[3]
- Bundesverdienstkreuz 1. Klasse (17. Oktober 1974)[3]